# Приключения Паддингтона 3
«Приключения Паддингтона 3» (англ. Paddington in Peru, дословно — «Паддингтон в Перу») — семейный комедийный фильм режиссёра Дугала Уилсона о медвежонке Паддингтоне. Фильм стал третьей частью серии фильмов о Паддингтоне и продолжением фильма «Приключения Паддингтона 2» (2017). Паддингтона вновь озвучил Бен Уишоу, в ролях второго плана — Хью Бонневилль, Эмили Мортимер, Джули Уолтерс, Джим Бродбент, Оливия Колман и Антонио Бандерас.
Съёмки начались в июле 2023 года и завершились в октябре того же года и прошли в Великобритании, Колумбии и Перу.
Премьера фильма в Великобритании состоялась 8 ноября 2024 года, в России — 28 ноября 2024 года.

## Сюжет
Паддингтон вместе со своей приёмной семьёй Браунов решает отправиться на свою родину — Перу, чтобы повидаться со своей любимой тётей Люси. Но когда Паддингтон и Брауны прибывают в дом престарелых медведей, в котором последние несколько лет проживала тётя Люси, их ждёт неприятный сюрприз — тётя Люси отправилась в таинственный квест по Амазонке, и никто не может её найти. Паддингтон решает во что бы то ни стало найти тётю Люси и спасти её и вместе с Браунами отправляется в полное опасностей и приключений путешествие по Амазонке.

## В ролях
| Персонаж                             | Исполнитель      | Русский дубляж            |
| ------------------------------------ | ---------------- | ------------------------- |
| Паддингтон                           | Бен Уишоу        | Александр Олешко          |
| Тётушка Люси                         | Имельда Стонтон  | Светлана Старикова        |
| Миссис Мэри Браун                    | Эмили Мортимер   | Ирина Киреева             |
| Мистер Генри Браун                   | Хью Бонневилль   | Владимир Антоник          |
| Миссис Бёрд                          | Джули Уолтерс    | Людмила Ильина            |
| Хантер Кэбот                         | Антонио Бандерас | Всеволод Кузнецов         |
| Мистер Грубер                        | Джим Бродбент    | Олег Форостенко           |
| Джонатан Браун                       | Сэмюэл Джослин   | Владимир Войтюк           |
| Джуди Браун                          | Мадлен Харрис    | Елизавета Запорожец       |
| Кларисса Кэбот / Мать-настоятельница | Оливия Колман    | Анастасия Лапина          |
| Джина Кэбот                          | Карла Тоус       | Моряна Анттонен-Шестакова |

## Производство
В июне 2016 года генеральный директор киностудии StudioCanal Дидье Люпфер заявил, что студия намерена снять третий фильм о Паддингтоне. В ноябре 2017 года Дэвид Хейман сообщил Digital Spy, что, хотя сценарий третьего фильма ещё не готов, уже началось обсуждение локаций, идей и сцен. В ноябре 2018 года Хейман отметил, что третий фильм, скорее всего, будет снят, но Пол Кинг не вернется к режиссуре, хотя и будет принимать в ней активное участие. В феврале 2021 года официально началась разработка «Паддингтона 3».
В июле 2021 года StudioCanal объявила, что съёмки начнутся в первом квартале 2022 года. Сюжет для третьего фильма написали Кинг, Саймон Фарнаби и Марк Бертон, а сценарий — Бертон, Джон Фостер и Джеймс Ламонт. В июне 2022 года было объявлено название фильма — «Паддингтон в Перу», а начало съёмок намечено на 2023 год. В феврале 2023 года актёр Бен Уишоу, озвучивавший Паддингтона, заявил, что ещё не читал сценарий и не уверен в продолжении разработки. В апреле было подтверждено, что фильм всё ещё находится в разработке.
В июне было объявлено, что Уишоу, Хью Бонневиль, Джули Уолтерс, Джим Бродбент, Мадлен Харрис, Сэмюэл Джослин и Имельда Стонтон вновь исполнят свои роли, а Оливия Колман, Антонио Бандерас, Рэйчел Зеглер и Эмили Мортимер пополнят актёрский состав. Мортимер заменила Салли Хокинс в роли миссис Браун, которую та играла в первых двух фильмах.
Съёмки начались в Великобритании 24 июля, как и планировалось, несмотря на сообщения о задержке из-за забастовки SAG-AFTRA. Съёмки также прошли в Колумбии и Перу. Съёмки начались без Зеглер, так как она вернулась в США для участия в пикетах во время забастовки; Карла Тоус позже получила роль Джины Кэбот, так как Зеглер не смогла принять участие в съёмках из-за забастовки. Съёмки завершились в октябре 2023 года.
В октябре 2023 года стало известно, что премьера фильма в Великобритании запланирована на 8 ноября 2024 года, а в России — 28 ноября 2024 года и в США — на 17 января 2025 года.

## Критика
На сайте Rotten Tomatoes фильм имеет рейтинг 93 % на основе 29 рецензий. На сайте Metacritic фильм получил 60 баллов из 100 на основе 15 рецензий критиков.